# Sofidif
La Sofidif - ou Société franco–iranienne pour l’enrichissement de l’uranium par diffusion gazeuse - a été fondée en juillet 1975 par le Commissariat à l'énergie atomique (CEA) français via sa filiale la Cogema (compagnie générale des mines) et l'Organisation iranienne à l'énergie atomique, possédant respectivement 60 % et 40 % des parts. La Sofidif a acquis une part de 25 % dans Eurodif, part que la Suède lui a vendue, ce qui donnait à l'Iran 10 % d’Eurodif, soit une minorité de blocage.
Le Shah d'Iran Mohammad Reza Pahlavi prête un milliard de dollars à la France pour la construction de l'usine Eurodif, dont 10 % de la production d'uranium enrichi pourra en contrepartie être vendue à l’Iran. L’Iran prête de nouveau 180 millions de dollars en 1977, et envisage alors d'utiliser l'uranium enrichi d'Eurodif pour les réacteurs de la future centrale nucléaire de Darkhovin.